# 石狮埠街道
石狮埠街道，是中华人民共和国江西省景德镇市珠山区下辖的一个乡镇级行政单位。

## 行政区划
石狮埠街道下辖以下地区：
通津桥社区、风景路社区、太平巷社区、徐家街社区、半边街社区和发电厂社区。